# スネーク川

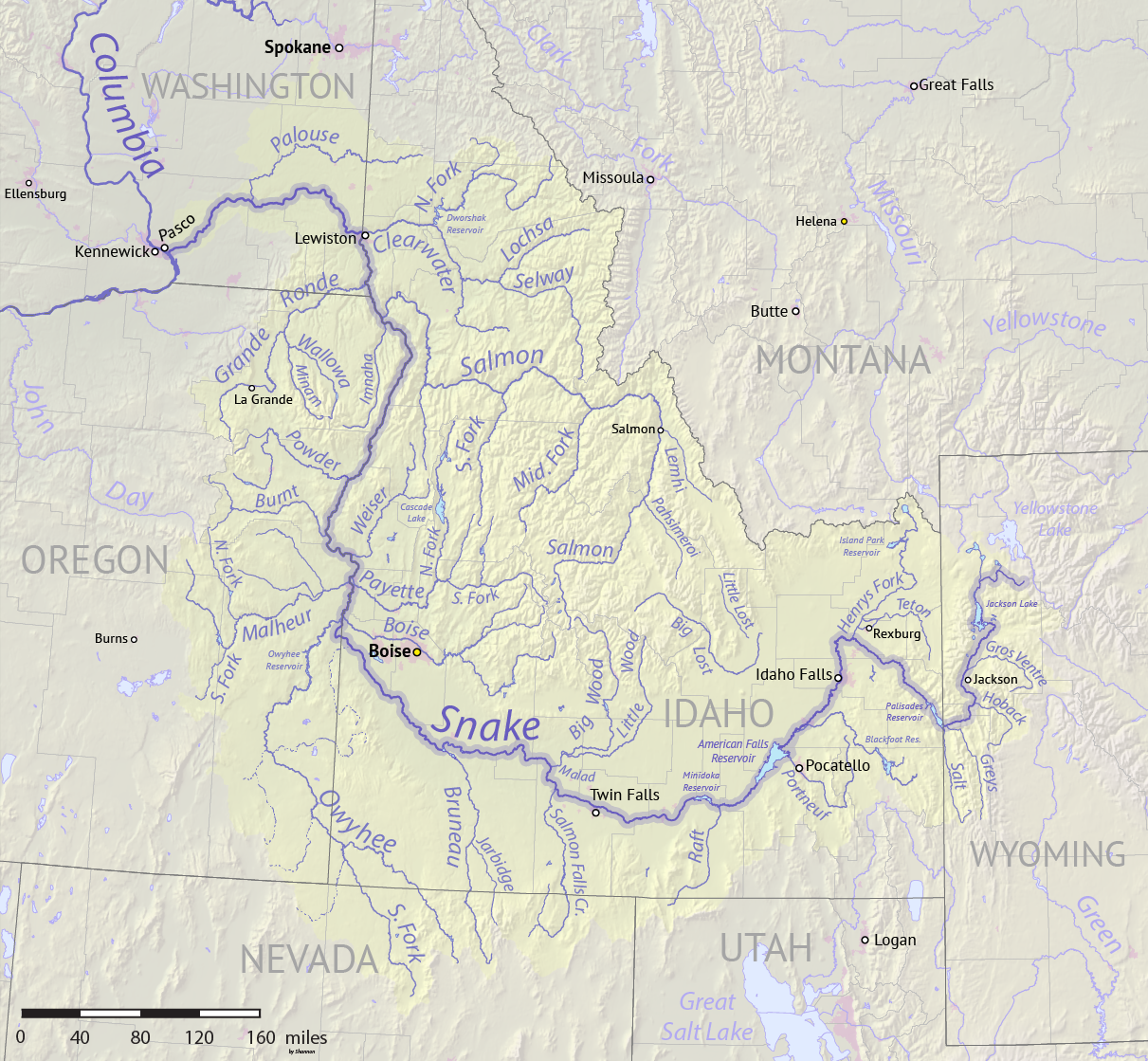
スネーク川の流域

スネーク川（スネークがわ、Snake River）は、アメリカ合衆国西部を流れる川である。コロンビア川の支流で全長は1,670kmある。
ルイスとクラークの探検(1803-1806)がアメリカ人によるこの川の最初の探検であり、当時はルイス川と呼ばれていた。

## 地理
ワイオミング州北西部にあるイエローストーン国立公園内の大陸分水界近くに源を発し、グランドティートン国立公園内のジャクソン湖を経由し、ジャクソン市付近を南へ流れる。スネークリヴァーキャニオンで流れを西に転じ、パリセーズ貯水池でアイダホ州に入る。リグビー付近でヘンリーズフォーク川を合わせる。
アイダホ州内では南部地域を弧を描いて流れ、スネークリヴァー平原を形成している。アイダホフォールズ、アメリカンフォールズ貯水池、ツインフォールズ、ボイシの各地を流れ、オレゴン州との境界に至る。
それからヘルズキャニオンを北へ流れ、ルイストン、クラークストンを経由し、西に向きをかえワシントン州に入る。この地域の主要な電力源になっている幾つかの水力発電用のダムを過ぎ、パスコ付近でコロンビア川に合流する。
スネーク川は多くの峡谷を流れる。その中のヘルズキャニオンは深さ最大2,410mで世界でもっとも深い谷のひとつである。

## 支流
- ヘンリーズフォーク川
- ボイシ川
- サーモン川
- クリーンウォーター川